# 多氯三联苯

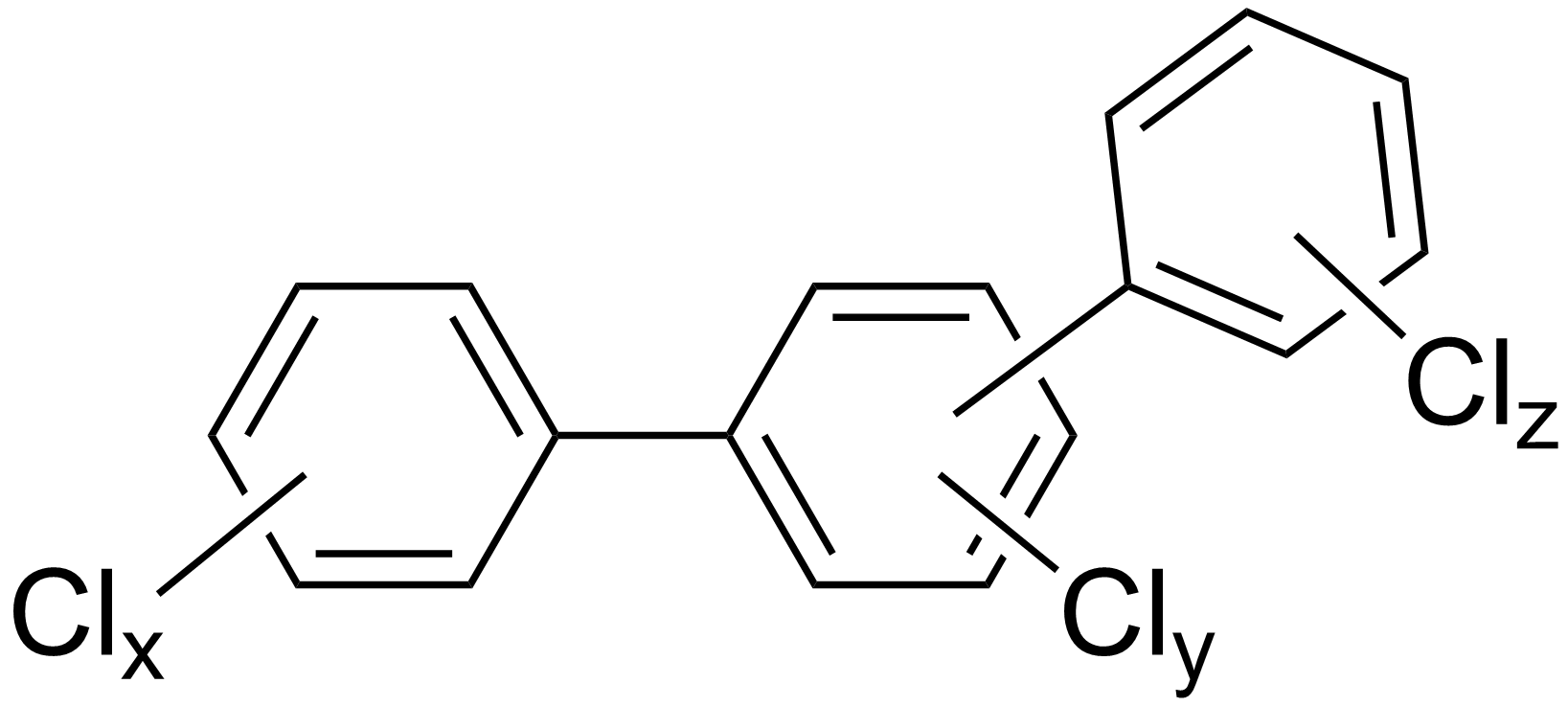
多氯三聯苯的化学结构，氯原子在0≤x≤5和0≤y≤4和0≤z≤5

多氯三联苯 (PCTs)，化學式C18H14−nCln，是許多含氯數不同的三聯苯含氯化合衍生物的統稱。化学結構與多氯联苯相似，而有著类似的化学性質。擁有非常低的 電導率、抗熱降解，并抗強碱和强酸而不易化學降解。 不易燃且不溶于水。
由於PCTs是一組難降解的氯化芳族化合物。這些完全人工合成的物質,可在食物鏈中積累，導致嚴重的健康和環境破壞。 
PCTs常被生產並作為混合劑，而被使用於不同程度的氯化反應中、多氯三联苯曾被作为变压器的冷却剂，塑化劑，润滑剂，或作为 阻燃剂使用 。由於環境與安全上的考量，許多地區已經不再生产或使用，於1989年2月10日，德國禁止使用多氯聯苯（PCTs）進行生產。
多氯三联苯的國際交易，受到 《鹿特丹公约》的規範管制。並自2004年2月24日起生效。